# Антонеллини, Нино
Нино Антонеллини (итал. Nino Antonellini, настоящее имя Джованни, итал. Giovanni; 11 февраля 1907, Нарцоле — 25 марта 1994, Рим) — итальянский хоровой дирижёр.
Сын Карло Антонеллини (1872—1936), на протяжении 26 лет руководившего духовым оркестром города Торре-Пелличе.
Учился музыке у своего отца, затем окончил Туринскую консерваторию по классу фортепиано Франко да Венециа (1926). Позднее изучал там же композицию у Аттилио Чимбро и Джорджо Федерико Гедини (диплом в 1934 году), игру на органе у Улиссе Маттея (диплом в 1939 году), вокальную педагогику и ряд других дисциплин. Частным образом также учился дирижированию у Антонио Гварньери и хоровому дирижированию у Бонавентуры Сомма.
В 1925—1930 гг. работал помощником хормейстера в туринском Королевском театре. В 1930—1950 гг. руководил музыкальной школой в Алессандрии. Затем в 1952—1965 гг. руководил хором Итальянского радио (RAI) в Риме, одновременно преподавал хоровое пение в Консерватории Санта-Чечилия, с 1962 г. заместитель директора. В 1971—1973 гг. директор Венецианской консерватории.
Сын — Витторио Антонеллини (1936—2015), основатель (1970) и первый руководитель (до 2010 года) Абруццкого симфонического оркестра (итал. Orchestra Sinfonica Abruzzese) в городе Л’Акуила.